# Serp verda i groga
La serp verda i groga (Hierophis viridiflavus) és un ofidi de la família dels colúbrids.

## Distribució i hàbitat
Aquesta serp habita al sud d'Europa entre França i Grècia. És present a la majoria de les illes del Mar Mediterrani, però no es troba a les Illes Balears.
Els seus hàbitats naturals són els boscos i erms secs amb arboços i matolls. També es pot trobar als camps de conreu i a les zones urbanes, on li agraden els vells murs amb forats i les runes.
Viu fins a una alçada d'uns 2.000 m.

## Morfologia i costums
És una serp de colors vius, amb taques i dibuixos, predominant el negre, el verd clar i el groc.
Les serps joves tenen una coloració més clara, amb tons verdosos i grisencs. Els exemplars adults poden arribar a una talla màxima de 170 cm.
Prefereix menjar llangardaixos, però també li agraden els ocells, els ratolins, els cargols i algunes espècies d'insectes. Agressiva de caràcter, la serp verda i groga mossega directament quan es posa nerviosa i se sent en perill. Tot i així, no és verinosa.